# Elizaveta Tchaïkina
Elizaveta Ivanovna Tchaïkina (en russe : Елизавета Ивановна Чайкина), née le 28 août 1918 et morte exécutée le 23 novembre 1941, était la secrétaire du komsomol clandestin de Peno, dans l’oblast de Kalinine, une partisane soviétique et une récipiendaire du titre d'Héroïne de l'Union soviétique à titre posthume en 1942.

## Biographie
Née dans le village de Rouna dans le gouvernement de Tver, elle entre au Parti communiste de l'Union soviétique en 1939. Elle est alors élue secrétaire du Comité du district de Peno. Elle est chargée de la jeunesse et monte des opérations de guérillas contre les troupes allemandes dans la région de Velikié Louki et de Tver.
Le 22 novembre 1941, alors qu'elle rend visite à un de ses amis, l'officier Maroussia Kouporova, elle est dénoncée et capturée par les Allemands. Torturée, elle refuse de donner des informations sur les opérations de guérilla et est passée par les armes le 23 novembre 1941. Elle est enterrée sur la place de son village natal.
Le 6 mars 1942 lui est décerné le titre de Héros de l'Union soviétique à titre posthume ainsi que de l'Ordre de Lénine,.
Un de ses amis d'enfance, Nikolaï Beliaïev, membre du 756e régiment qui entra le premier dans le Reichstag, écrivit son nom sur un des murs de l'édifice, en hommage.